# Anaxyrus americanus
El sapo americano (Anaxyrus americanus) es una especie de anfibio anuro perteneciente a la familia Bufonidae. Es propio de América del Norte.

## Renacuajos

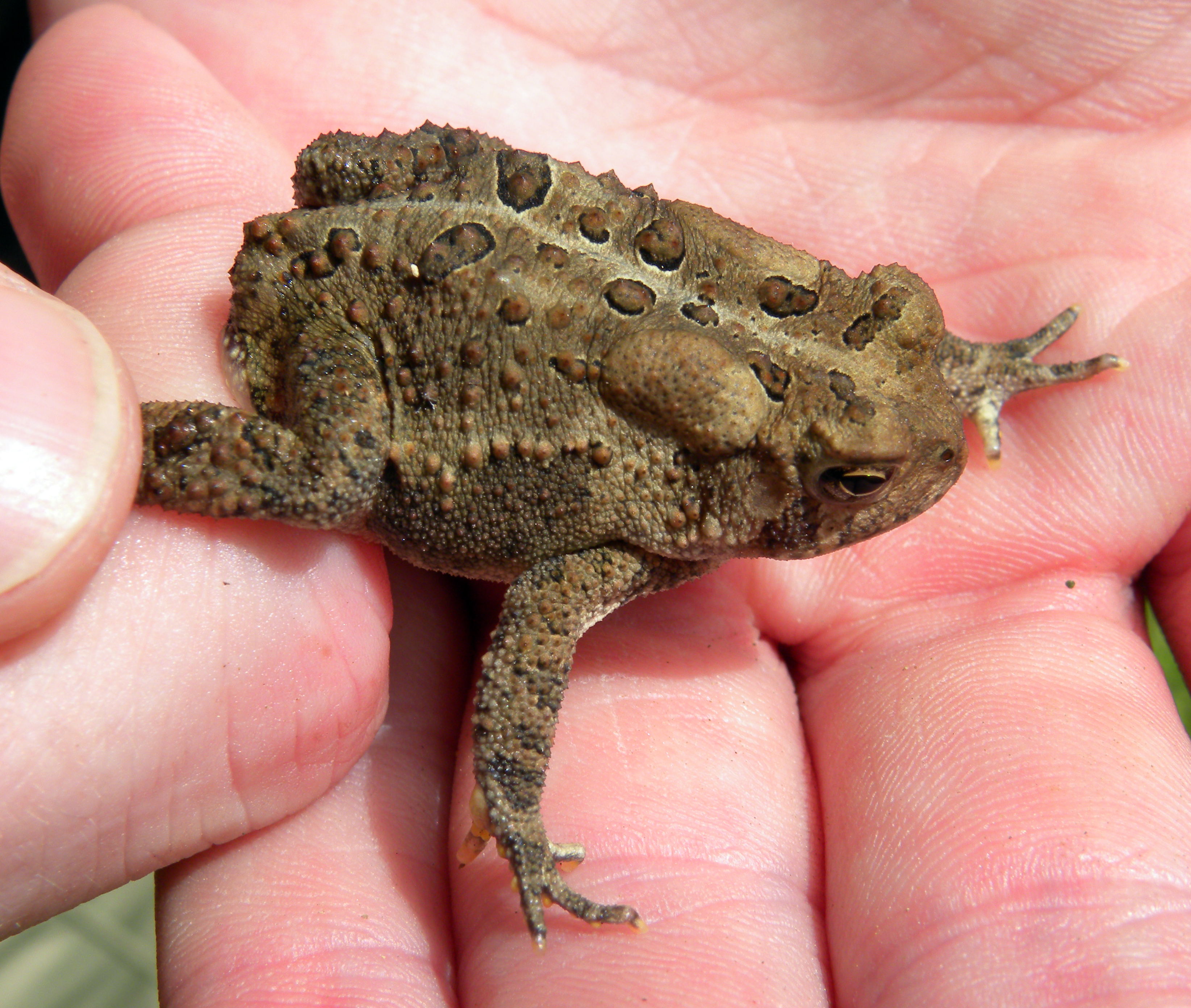
Bufo americanus americanus

Los renacuajos pueden alcanzar la edad adulta en 30-40 días. Al finalizar, los sapos jóvenes pueden permanecer en el agua durante un corto período de tiempo antes de que la tierra se convierta en su hogar. Una relación de mutualismo con el alga Chlorogonium se ha estudiado, lo que hace que los renacuajos se desarrollen más rápidamente de lo normal.[cita requerida]
Los renacuajos tienen varios mecanismos para reducir la depredación. Evitan a los depredadores nadando en aguas poco profundas y permaneciendo junto a los demás durante el día. Los renacuajos también producen sustancias químicas tóxicas en su piel que desaniman a algunos depredadores potenciales. Se ha informado de peces muertos luego de haber consumido renacuajos; sin embargo, la mayoría de los peces aprenden rápidamente a evitar el consumo de renacuajos.[cita requerida]

## Subespecies
Se reconocen las siguientes subespecies:
- Anaxyrus americanus americanus
- Anaxyrus americanus charlesmithi